# Procreation sonnets
Procreation sonnets (te vertalen als Voortplantingssonnetten) is de naam die werd gegeven aan een reeks sonnetten van William Shakespeare, waarin een mooie jongeman wordt aangemaand om te zorgen voor nageslacht. Het gaat om de reeks sonnetten met de nummers I tot en met XVII (1 tot 17).
In elk gedicht van deze reeks worden argumenten aangevoerd waarom het voor de hedonistische jongeling belangrijk is om te trouwen en vader te worden. De spreker stelt dat een kind een kopie is van de vader en dat het mooiste dat de jongeman aan de wereld te bieden heeft bewaard wordt in dat kind, zodat de wereld ook na het vergaan van zijn schoonheid en zelfs na zijn dood zijn schoonheid kan bewonderen. Zo begint Sonnet 1 met de versregel "From fairest creatures we desire increase" (Van de mooiste wezens verwachten we vermeerdering), waarbij increase vooral slaat op het verwekken van kinderen. Sonnet 2 herneemt dit thema en waarschuwt de jongeman dat hij, wanneer hij 40 jaar is, a totter'd weed zal zijn, een gehavend kledingstuk. Hiermee zinspeelt de spreker erop dat de jongeman zijn schoonheid zal verliezen. En wanneer de jongeman in Sonnet 3 zijn eigen spiegelbeeld bewondert, zegt zijn vriend: Die single and thine image dies with thee ... (Als de jongeman sterft zonder te huwen en zonder een kind te krijgen, dan zal dit beeld ook met hem vergaan).
Of de aangesproken man werkelijk bestaan heeft en of hij Shakespeare heeft gekend blijft een mysterie. Vanwege de geheimzinnige opdracht aan het begin van de sonnettenbundel "Mr.W.H." (volgens Donald Foster een drukfout voor "W.S." - William Shakespeare)  zijn de meest waarschijnlijke kandidaten Henry Wriothesley en William Herbert, 3e graaf van Pembroke. Zo is ook gesuggereerd dat de leeftijd van deze laatste ten tijde van de 17 sonnetten zeventien was.
Sonnet 18 (Shall I compare thee to a summer's day) is een hartstochtelijke liefdesverklaring die breekt met de overtuigende toon van de voorgaande reeks. Volgens David West in Shakespeare's Sonnets is deze breuk zorgvuldig geregisseerd: in sonnetten 1 tot 17 slooft de spreker zich uit om de jongeman te overladen met lof, en die lof verandert geleidelijk in liefde.